# Fuerzas Armadas de Hungría
Las Fuerzas Armadas de Hungría (en húngaro: Magyar Honvédség) es la fuerza de defensa nacional de Hungría. Actualmente cuenta con dos ramas: las Fuerzas Terrestres de Hungría y de la Fuerza Aérea de Hungría.

## Nombre
Los húngaros llaman a su ejército Honvédség, que literalmente significa «cuerpo de defensores de la patria» y se refería originalmente al ejército revolucionario establecido por Lajos Kossuth y el Comité de Defensa Nacional de la Dieta húngara Revolucionaria en septiembre de 1848 durante la revolución húngara. Posteriormente, de acuerdo con el Compromiso Austro-húngaro de 1867, los húngaros ganaron el derecho a tener su propia Landwehr, un ejército de tierra junto al existente Ejército Real e Imperial (o ejército común). Así, el Real Landwehr Húngaro, también conocido como Honvéd, se estableció como un ejército específicamente húngaro dentro del Imperio Austro-Húngaro, separado del Landwehr austríaco y el Ejército Imperial y Real (o ejército común) del Imperio en su conjunto. Después de la Primera Guerra Mundial se convirtió en el Ejército Real húngaro, que posteriormente luchó en el bando alemán durante la Segunda Guerra Mundial.
A lo largo de las dos épocas, 1967-45, permaneció el nombre húngaro del ejército Magyar Királyi Honvédség (literalmente: "Real Defensa húngara de la patria") y el término Honvédség se ha utilizado para referirse a los militares de Hungría desde 1848, en referencia a su propósito (que Hon- significa «patria» y -véd que significa "defensor" o "defensa", de ahí que Honvéd signifique «defensa de la patria»). Hasta 1945 fue calificada por el término "Real" (Királyi). Hoy en día, las Fuerzas Armadas de Hungría se llaman Magyar Honvédség y un soldado privado es un Honvéd.
Este término también se utiliza en el nombre del club de fútbol húngaro Budapest Honvéd FC, originalmente el equipo de fútbol del ejército.